# Wspornik
Wspornik – element architektoniczny lub konstrukcyjny pełniący funkcję podpierającą. W architekturze jego zadaniem jest podtrzymanie elementu wystającego przed lico ściany wewnątrz (np. żebra sklepienia, posąg, parapet itp.) lub na zewnątrz (balkon, wykusz, pomost) budynku.
Wsporniki wykonywano z cegły lub kamienia, często również z drewna. Były z reguły bogato dekorowane i profilowane. Aktualnie wsporniki wykonuje się ze stali lub żelbetu, zaś jako elementy zdobnicze (np. w sztukaterii) - ze styropianu. Ze względu na duże możliwości architektoniczno-plastyczne najbardziej charakterystyczne są wsporniki romańskie i gotyckie (konsola, kroksztyn, modylion).
Specyficznym rodzajem wspornika, typowym dla architektury Dalekiego Wschodu, jest dougong.

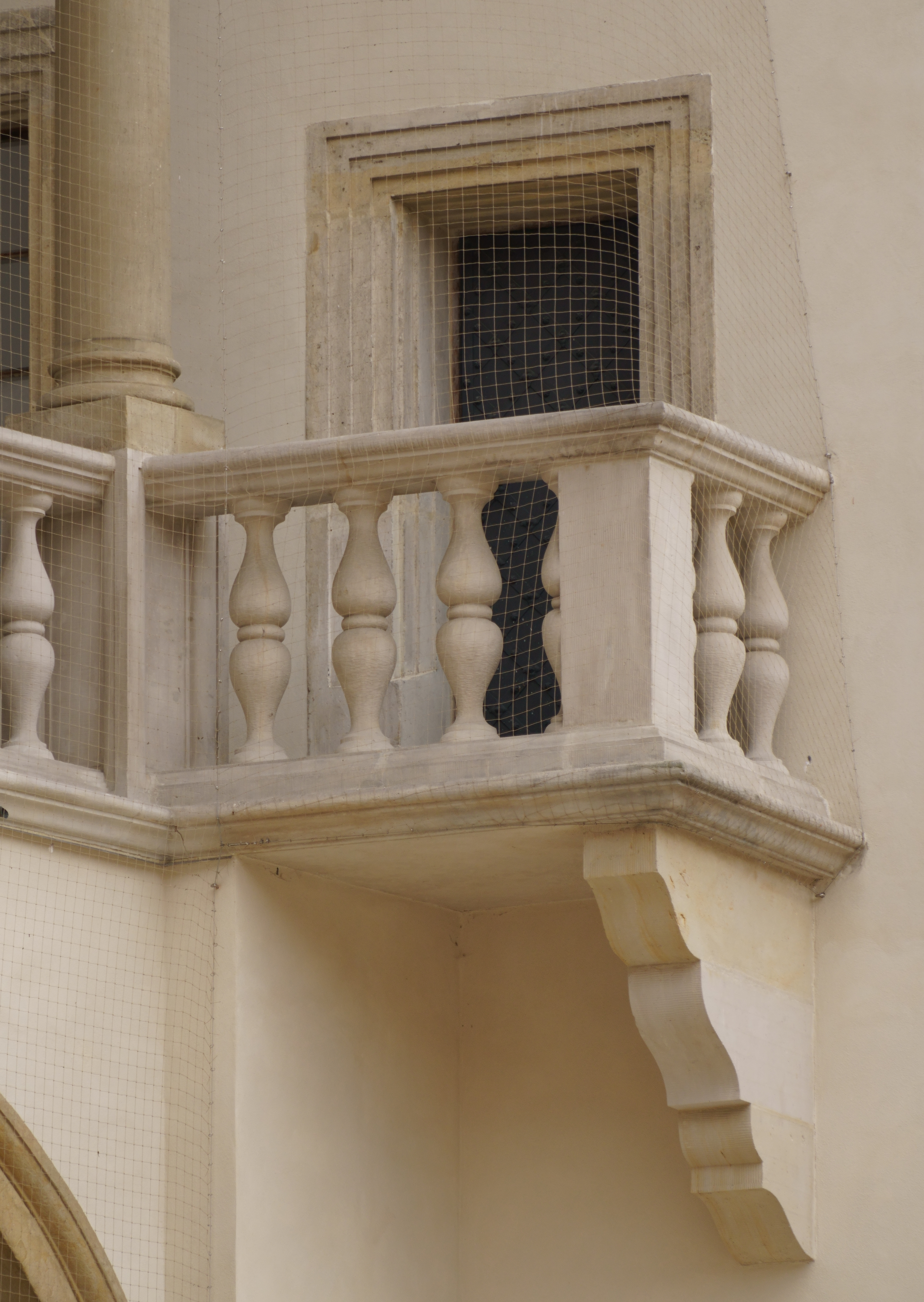
Wsporniki pod balkonem. Zamek Królewski na Wawelu
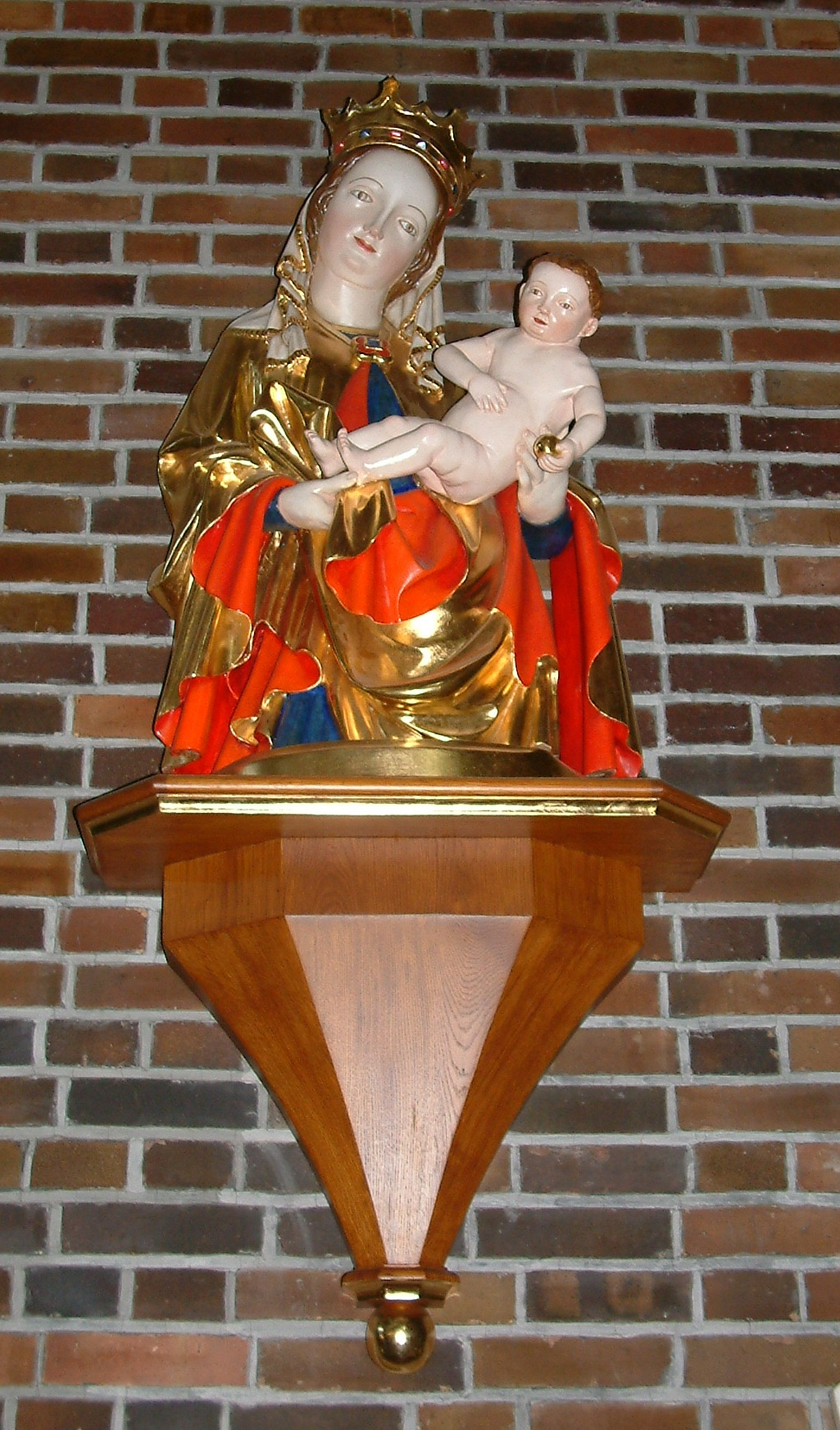
Wspornik pod figurę
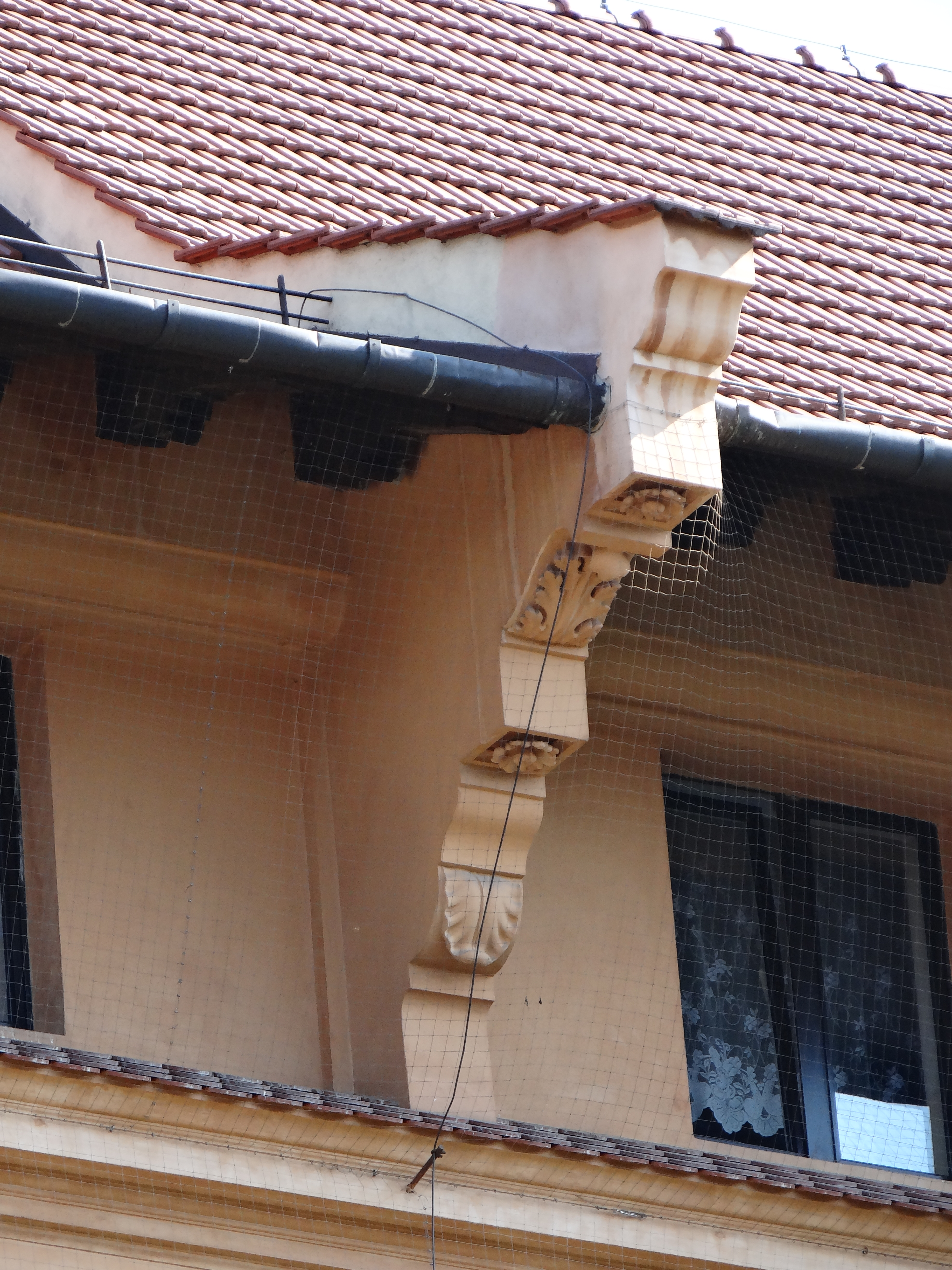
Wspornik pod dachem
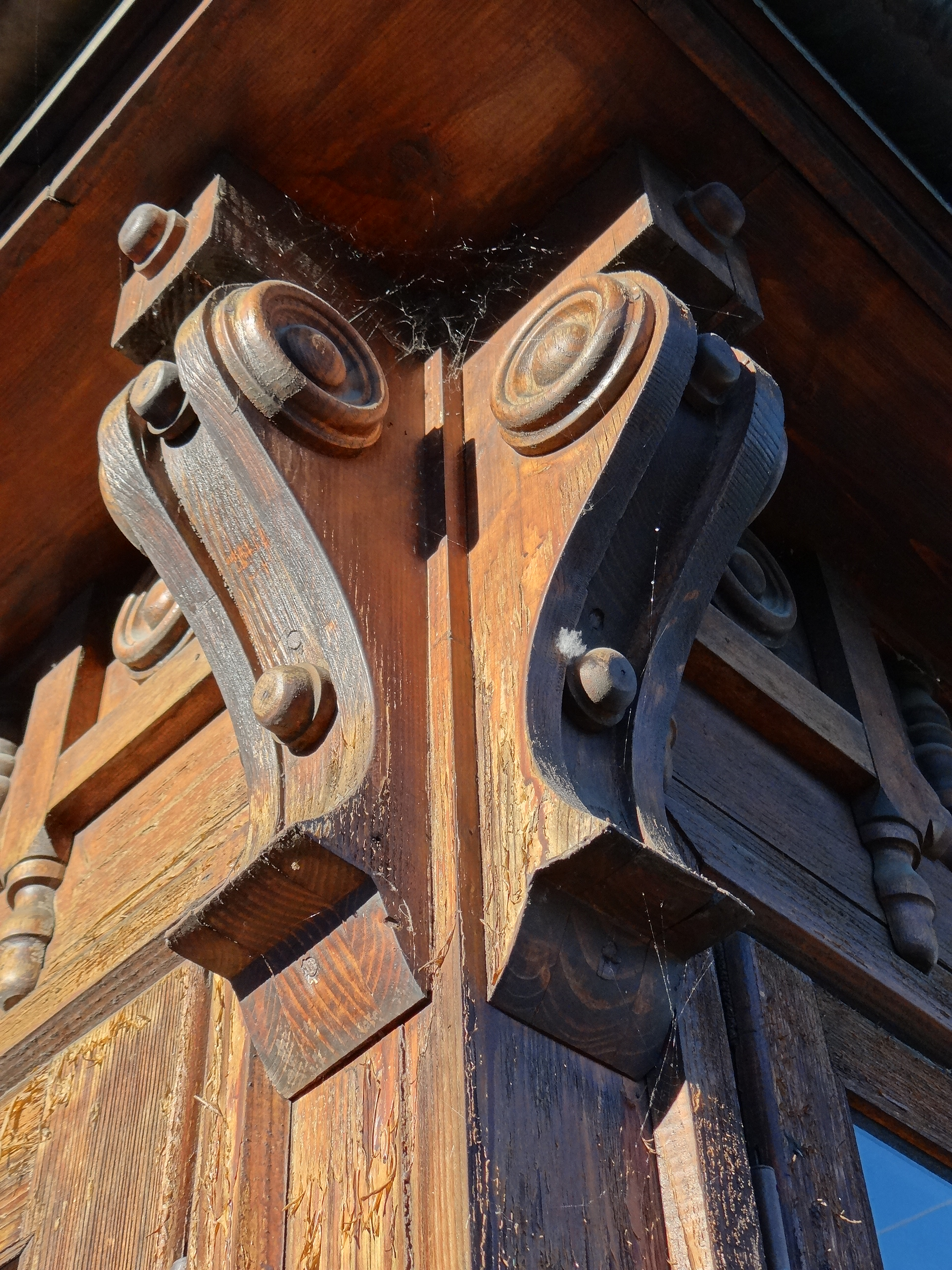
Wspornik drewniany

Wsporniki stosuje się także poza architekturą: 
- w konstrukcjach mechanicznych – w maszynach, urządzeniach, pojazdach itp. Wykonywane są wówczas głównie z metali (metodami tłoczenia lub odlewania) i z tworzyw sztucznych (metodami wtrysku lub odlewania). Wszędzie tam mają podobne zadanie i podobny wygląd, jak w zastosowaniach architektonicznych
- w konstrukcjach budowlanych w postaci belek zamocowanych (utwierdzonych) tylko na jednym końcu i obciążonych na drugim, swobodnym. W konstrukcjach słupów hal przemysłowych krótkie wsporniki stanowią oparcie dla torów podsuwnicowych.